# Тараиш
Тараиш је београдско предграђе, које се налази у општини Барајево у округу Београда. Ово место је засеок насеља Вранић. Место је такође познато и као Тарајиш, а два истоимена села, се налазе у суседству.

## Транспорт
Тараиш има четири аутобуска стајалишта, од којих су: Окретница, Брдо, Продавница, Улаз.